# Аугуст Лешник
Аугуст Лешник (сербохорв. August Lešnik, 16 липня 1914, Загреб — 24 лютого 1992) — югославський футболіст, що грав на позиції нападника.
Виступав, зокрема, за клуб «Граджянскі», а також збірні Югославії і Хорватії.

## Клубна кар'єра
У дорослому футболі дебютував 1933 року виступами за команду клубу «Дербі» (Загреб), в якій провів один сезон. 
Протягом 1934—1936 років захищав кольори команди клубу «Спарта» (Загреб).
Своєю грою за останню команду привернув увагу представників тренерського штабу клубу «Граджянскі», до складу якого приєднався 1936 року. Відіграв за загребську команду наступні дев'ять сезонів своєї ігрової кар'єри.
Згодом з 1945 по 1948 рік грав у складі команд клубів «Динамо» (Загреб) та «Дубрава».
Завершив професійну ігрову кар'єру у клубі «Динамо» (Загреб), у складі якого вже виступав раніше. Прийшов до команди 1948 року, захищав її кольори до припинення виступів на професійному рівні у 1949.

## Виступи за збірні
1937 року дебютував в офіційних матчах у складі національної збірної Югославії. Протягом кар'єри у національній командіпровів у її формі 19 матчів, забивши 10 голів.
Також грав у складі збірної Хорватії.
Помер 24 лютого 1992 року на 78-му році життя.

## Титули і досягнення
- Чемпіон Югославії (2):

«Граджянскі»: 1937, 1940
- Чемпіон Хорватії (2):

«Граджянскі»: 1941, 1943